# Исмаилова, Саодат
Саодат Исмаилова (узб. Saodat Ismoilova; род. 1981, Ташкент) — узбекский кинорежиссёр.

## Биография
Родилась в 1981 году в Ташкенте.
Увлекалась кинематографией с юных лет, благодаря своему отцу, который был знатным кинематографистом Узбекской ССР, и бабушке, которая рассказывала сказки. Поэтому она училась в Узбекском государственном институте искусств и культуры по специальности «Режиссура кино и телевидения». Была поклонницей творчества советских кинематографистов Сергея Параджанова и Андрея Тарковского, под их влиянием снимала свои первые художественные фильмы.
В 1999 году получает главный приз на Ташкентском кинофестивале.
По окончание университета переехала в итальянский город Тревизо, где продолжила свою кинематографическую деятельность. В 2004 году она совместно с Карлосом Касасом сняла свой первый документальный фильм «Арал. Рыбалка в исчезнувшем море», в котором рассказывалось о том, как казахстанские и узбекские рыбаки боролись с деградацией Аральского моря. Фильм получил награду за лучший документальный фильм на кинофестивале в Турине.
В 2005 году она присоединилась к программе DAAD «Художники в Берлине», в рамках которой приступила к работе над художественным фильмом.
В 2008 году основала центральноазиатскую продюсерскую компанию MAP.
В 2011 году попыталась снять этот полнометражный фильм в Узбекистане, но по производственным причинам была вынуждена сниматься в Таджикистане.
В 2013 году представила свою первую видеоинсталляцию «Зухра» в павильоне Центральной Азии на Венецианской биеннале. За этот фильм была награждена призом в размере 30 000 долларов от Амстердамского музея кино EYE.
В 2014 году сняла фильм «40 дней тишины», премьера которого состоялась на Берлинском международном кинофестивале.
В 2017 году совместно с художником-резидентом Норвежского бюро современного искусства сняла фильм «Привидение» о вымирании туранского тигра. Затем она создала мультимедийную пьесу «Qyrq Qyz», в которой была пересказана центральноазиатская легенда о 40 женщинах-воительницах и которая была представлена в Бруклинской академии музыки (BAM) в Нью-Йорке, а затем в Музее на набережной Бранли в Париже.
В 2019 году выставила свою работу «Оргон Чирог» в Центре современного искусства в Ташкенте (CCAT), а также организовала образовательную программу по современному искусству в Ташкенте, которая длилась год. В следующем году сняла фильм «Her Five Lives» для Азиатского киноархива, в котором рассказывалось об истории женщин Узбекистана.
В 2021 году основала коллектив DAVRA, который объединил художников со всей Центральной Азии с целью документирования и популяризации местной культуры. Принимала участие в 40-дневной программе DAVRA на Documenta fifteen, а также в галерее Aspen Gallery в Алматы, где состоялась её персональная выставка.
Среди последних выставок — 15-я Биеннале в Шардже (2023), 59-я Венецианская биеннале (2022), Documenta 15 (2022), а также персональные выставки в Eye Filmmuseum в Амстердаме (2023) и в Le Fresnoy в Туркуэне (2023). Её работы находятся в коллекциях Центра Помпиду в Париже, Музея Стеделейк в Амстердаме, Фрак Иль-де-Франс в Париже, Музея искусств Алматы и Центра современной культуры «Целинный» в Алматы.

## Стиль
Фильмы Исмаиловой посвящены истории Центральной Азии, в которых особое внимание уделяется истории женщин и культурным практикам. Ее работы были описаны как «гипнотические» из-за ее медленного темпа и ритмичного стиля монтажа. Музей кино Eye описал ее работу как позволяющую зрителю слышать изображения и видеть звук. Сама Исмаилова сказала, что ее работа призвана пригласить зрителя «активно участвовать в процессе».